# Gmina Lubomia
Die Gmina Lubomia ist eine Landgemeinde im Powiat Wodzisławski der Woiwodschaft Schlesien in Polen. Ihr Sitz ist das gleichnamige Dorf (deutsch Lubom).

## Gliederung
Zur Landgemeinde Lubomia gehören sechs Ortschaften mit einem Schulzenamt:
Lubomia (Lubom)
Syrynia (Syrin)
Buków (Bukau)
Ligota Tworkowska (Ellguth-Tworkau)
Nieboczowy (Niebotschau)
Grabówka (Grabowka)

## Persönlichkeiten
Geboren in Lubomia:
- Franciszek Smuda (1948–2024), Fußballspieler und -trainer
- Mariusz Pawełek (* 1981), Torhüter.